# Poochini's Yard
Poochini's Yard, ou simplesmente Poochini, foi uma série de animação estadunidense criada por Dave Thomas. Foi exibida originalmente entre 1 de fevereiro de 2000 e 1 de março de 2003. Poochini também teve alguns storyboards de episódios desenhados por Maxwell Atoms (criador de Billy & Mandy). 

## Sinopse
Poochini era um cão feliz com uma boa vida ao lado da sua dona rica, no entanto, um dia isso muda com o falecimento da sua dona e é levado para um canil para ser adoptado por uma outra família. Um dia, a família White adopta-o. Apesar de eles não serem ricos, Poochini não se importa.

## Elenco original
- Billy West - Poochini; Walter White; Mr. Garvey, Lockjaw
- Dee Bradley Baker - Billy White; Bunk; Knucklehead; Snubnose
- Maurice LaMarche - Dirt
- Leslie Carrara - Wendy White

## Elenco português (Canal Panda)
- Pedro Bargado - Poochini

- Rui de Sá - Billy White
- Quimbé - Walter White
- Helena Montez - Wendy White

## Elenco brasileiro (Nickelodeon)
- Fábio Villalonga - Poochini
- Fábio Lucindo - Billy White
- Luis Laffey - Walter White
- Tânia Gaidarji - Rosane White

## Transmissão

### Estados Unidos
Nos Estados Unidos foi exibido no Nickelodeon e no KXLA na década de 2000.

### Brasil
No Brasil, foi exibido no Nickelodeon na década de 2000, com dublagem brasileira.  

### Portugal
Em Portugal, em 2004, foi exibido pela primeira vez no Canal Panda no idioma original com legendas em português, mais tarde foi exibido no 2:, com dobragem portugesa e com nome de Pirolas na década de 2000.
Mais tarde, estreou na KidsCo em 2012 com uma dobragem portuguesa diferente e depois repetiu no Canal Panda em agosto de 2012, com a mesma dobragem portuguesa usada no KidsCo. Mais um mês depois mandaram o programa para a madrugada e em 2013 foi retirado da programação.  